# James Johnson (zapaśnik)
James Evan Johnson (ur. 7 kwietnia 1954 w Cokato) – amerykański zapaśnik w stylu klasycznym. Olimpijczyk z Montrealu 1976, gdzie zajął siódme miejsce w wadze do 90 kg. Zawodnik Minnesota Golden Gophers.
Nie należy mylić go z Jamesem Lee Johnsonem, amerykańskim zapaśnikiem, medalistą igrzysk panamerykańskich i mistrzostw panamerykańskich w zapasach.